# Kurban Said
Kurban Said is het pseudoniem van de schrijver van Ali en Nino, een boek dat voor het eerst uitgegeven werd in het Duits in 1937 door de Oostenrijkse uitgever E.P. Tal. Daarna is het boek in minstens 30 talen vertaald, waaronder het Nederlands. Het is niet zeker wie achter dit pseudoniem schuil gaat. Genoemd wordt onder meer Lev Nussimbaum, die schreef onder het pseudoniem Essad Bey.
Het boek Ali en Nino speelt zich af in Azerbeidzjan en gaat over de onmogelijke liefde tussen de Aziaat Ali Khan en de westerse Nino. Aan het eind van het boek sterft Ali, als hij zich verzet tegen de komst van de Russen.
- Bibsys: 90794108
- Bibliothèque nationale de France: cb12781659v (data)
- Gemeinsame Normdatei: 133645169
- International Standard Name Identifier: 0000 0001 0865 1375
- Library of Congress Control Number: n96004231
- Nationale Bibliotheek van Tsjechië: jo2004249818
- Nationale bibliotheek van Australië: 41589811
- Nationale Bibliotheek van Israël: 987007434032605171
- Nationale Bibliotheek van Polen: a0000001674744
- Nederlandse Thesaurus van Auteursnamen: 068878494
- Réseau des bibliothèques de Suisse occidentale: 02-A008839929
- LIBRIS: 321911
- Système universitaire de documentation: 086115022
- Virtual International Authority File: 5057911
- WorldCat: E39PBJk96dfRWyVWrQChfw74MP